# Daniel Holgado
Daniel Holgado Miralles (San Vicente del Raspeig, Alicante, 27 de abril de 2005) es un piloto de motociclismo español. Actualmente compite en el Campeonato del Mundo de Motociclismo de Moto2 con el CFMoto Aspar Team, tras resultar subcampeón de Moto3 en 2024. En 2021 resultó campeón del FIM CEV Moto3 Junior World Championship con el Aspar Junior Team y fue tercero de la Red Bull MotoGP Rookies Cup.

## Biografía

### Inicios
Durante 2018, Holgado disputó la European Talent Cup siendo undécimo del campeonato. En 2020 y 2021 disputó la Red Bull MotoGP Rookies Cup
siego quinto y tercero de la competición respectivamente. También disputó el FIM CEV Moto3 Junior World Championship entre 2019 y 2021, siendo campeón en su última temporada.

### 2021
Daniel Holgado ganó en 2021 el FIM CEV Moto3 Junior World Championship corriendo con la moto del Aspar Junior Team sumando 208 puntos. También durante 2021 debutó en el Campeonato del Mundo de Motociclismo en Moto3 sustituyendo al lesionado Maximilian Kofler durante el Gran Premio de Cataluña. Durante esta temporada también correría los grandes premios de la Emilia Romagna y del Algarve sustituyendo esta vez a Deniz Öncü tras su sanción de dos grandes premios durante el Gran Premio de las Américas.

### 2022
En la temporada 2022 se convirtió en piloto de Moto3 en el equipo Red Bull KTM Ajo siendo compañero del también español Jaume Masià.
En esta temporada logró su primera pole en el Gran Premio de Austria y su primer podio con el tercer puesto en el Gran Premio de Aragón.

### 2023
Para la temporada 2023 pasa a formar parte del Red Bull KTM Tech3 junto a Filippo Farioli.
En el primer gran premio de la temporada logró su primera victoria en la categoría en Portugal.

## Resultados

### FIM CEV Moto3 Junior World Championship
(Carreras en negrita indica pole position, carreras en cursiva indica vuelta rápida)
| Temp. | Moto    | 1     | 2     | 3     | 4     | 5       | 6       | 7      | 8     | 9       | 10      | 11     | 12    | Pts. | Pos. |
| ----- | ------- | ----- | ----- | ----- | ----- | ------- | ------- | ------ | ----- | ------- | ------- | ------ | ----- | ---- | ---- |
| 2019  | Honda   | EST   | VAL 4 | VAL 1 | FRA 4 | CAT 5   | CAT Ret | ARA 12 | JER 6 | JER Ret | ALB 2   | VAL 13 | VAL 5 | 101  | 6.º  |
| 2020  | KTM     | EST 5 | POR 4 | JER 2 | JER 4 | JER Ret | ARA Ret | ARA 4  | ARA 4 | VAL 3   | VAL 4   | VAL 4  |       | 125  | 5.º  |
| 2021  | Gas Gas | EST 1 | VAL 1 | VAL 1 | CAT 4 | CAT 1   | POR 2   | ARA 3  | JER 5 | JER 3   | RSM Ret | VAL 9  | VAL 1 | 208  | 1.º  |

### Red Bull MotoGP Rookies Cup
(Carreras en negrita indica pole position, carreras en cursiva indica vuelta rápida)
| Temp. | 1     | 2     | 3     | 4       | 5     | 6       | 7       | 8       | 9      | 10    | 11      | 12    | 13    | 14    | Pts. | Pos. |
| ----- | ----- | ----- | ----- | ------- | ----- | ------- | ------- | ------- | ------ | ----- | ------- | ----- | ----- | ----- | ---- | ---- |
| 2020  | RBR 3 | RBR 3 | RBR 2 | RBR Ret | ARA 2 | ARA Ret | ARA Ret | ARA 4   | VAL 13 | VAL 1 | VAL Ret | VAL 2 |       |       | 133  | 5.º  |
| 2021  | POR 4 | POR 2 | JER 4 | JER 1   | MUG 6 | MUG 4   | SAC 4   | SAC Ret | RBR 9  | RBR 7 | RBR 4   | RBR 7 | ARA 1 | ARA 2 | 190  | 3.º  |

### Campeonato del Mundo de Motociclismo
Sistema de puntuación de 1993 hasta 2022:
| Posición | 1.º | 2.º | 3.º | 4.º | 5.º | 6.º | 7.º | 8.º | 9.º | 10.º | 11.º | 12.º | 13.º | 14.º | 15.º |
| Puntos   | 25  | 20  | 16  | 13  | 11  | 10  | 9   | 8   | 7   | 6    | 5    | 4    | 3    | 2    | 1    |

Sistema de puntuación desde 2023 en adelante:
| Posición       | 1.º | 2.º | 3.º | 4.º | 5.º | 6.º | 7.º | 8.º | 9.º | 10.º | 11.º | 12.º | 13.º | 14.º | 15.º |
| Puntos         | 25  | 20  | 16  | 13  | 11  | 10  | 9   | 8   | 7   | 6    | 5    | 4    | 3    | 2    | 1    |
| Carrera sprint | 12  | 9   | 7   | 6   | 5   | 4   | 3   | 2   | 1   |      |      |      |      |      |      |

#### Por categoría
| Cat.  | Temporadas    | 1.er Gran Premio | 1.er Podio    | 1.ª Victoria  | Carreras | Victorias | Podios | Poles | V.Ráp. | Pts. | CM |
| ----- | ------------- | ---------------- | ------------- | ------------- | -------- | --------- | ------ | ----- | ------ | ---- | -- |
| Moto3 | 2021-2024     | Cataluña 2021    | Aragón 2022   | Portugal 2023 | 63       | 4         | 16     | 3     | 3      | 583  | 0  |
| Moto2 | 2025-         | Tailandia 2025   |               |               |          |           |        |       |        | *    | *  |
| Total | 2021–Presente | 2021–Presente    | 2021–Presente | 2021–Presente | 63       | 4         | 16     | 3     | 3      | 583  | 0  |

#### Por temporada
| Temp. | Cat.  | Moto    | Equipo                 | Carreras | Victorias | Podios | Poles | V.Ráp. | Pts. | Pos  |
| ----- | ----- | ------- | ---------------------- | -------- | --------- | ------ | ----- | ------ | ---- | ---- |
| 2021  | Moto3 | KTM     | CIP Green Power        | 1        | 0         | 0      | 0     | 0      | 4    | 28.° |
| 2021  | Moto3 | KTM     | Red Bull KTM Tech 3    | 2        | 0         | 0      | 0     | 0      | 4    | 28.° |
| 2022  | Moto3 | KTM     | Red Bull KTM Ajo       | 20       | 0         | 1      | 1     | 0      | 103  | 10.º |
| 2023  | Moto3 | KTM     | Red Bull KTM Tech 3    | 20       | 3         | 7      | 1     | 2      | 220  | 5.º  |
| 2024  | Moto3 | Gas Gas | Red Bull GasGas Tech 3 | 20       | 1         | 8      | 1     | 1      | 256  | 2.°  |
| 2025  | Moto2 | Kalex   | CFMoto Aspar Team      |          |           |        |       |        | *    | *    |
| Total | Total | Total   | Total                  | 63       | 4         | 16     | 3     | 3      | 583  |      |

- * Temporada en curso.

#### Carreras por año
| Año  | Cat.  | Moto    | 1      | 2     | 3     | 4       | 5       | 6      | 7      | 8       | 9       | 10     | 11     | 12     | 13    | 14    | 15     | 16      | 17     | 18      | 19      | 20     | 21  | 22  | Pos. | Pts. |
| ---- | ----- | ------- | ------ | ----- | ----- | ------- | ------- | ------ | ------ | ------- | ------- | ------ | ------ | ------ | ----- | ----- | ------ | ------- | ------ | ------- | ------- | ------ | --- | --- | ---- | ---- |
| 2021 | Moto3 | KTM     | QAT    | DOH   | POR   | SPA     | FRA     | ITA    | CAT 15 | GER     | NED     | EST    | AUT    | GBR    | ARA   | RSM   | AME    | ERM 20  | ALG 13 | VAL     |         |        |     |     | 28.° | 4    |
| 2022 | Moto3 | KTM     | QAT 16 | INA 9 | ARG 7 | AME Ret | POR Ret | SPA 9  | FRA 11 | ITA Ret | CAT Ret | GER 6  | NED 6  | GBR NC | AUT 8 | RSM 5 | ARA 3  | JPN Ret | THA 11 | AUS Ret | MAL 7   | VAL 10 |     |     | 10.° | 103  |
| 2023 | Moto3 | KTM     | POR 1  | ARG 4 | AME 5 | SPA 6   | FRA 1   | ITA 1  | GER 3  | NED 25  | GBR 3   | AUT 2  | CAT 21 | RSM 16 | IND 4 | JPN 3 | INA 14 | AUS 13  | THA 6  | MAL Ret | QAT 9   | VAL 8  |     |     | 5.°  | 220  |
| 2024 | Moto3 | Gas Gas | QAT 2  | POR 1 | AME 2 | SPA 7   | FRA 2   | CAT 6  | ITA 14 | NED 11  | GER 7   | GBR 4  | AUT 3  | ARA 9  | RSM 2 | ERM 4 | INA 6  | JPN 4   | AUS 2  | THA 12  | MAL Ret | SLD 2  |     |     | 2.°  | 256  |
| 2025 | Moto2 | Kalex   | THA 8  | ARG 9 | AME 8 | QAT 4   | SPA Ret | FRA 16 | GBR 18 | ARA Ret | ITA 15  | NED 10 | GER 12 | CZE 4  | AUT 2 | HUN   | CAT    | RSM     | JPN    | INA     | AUS     | MAL    | POR | VAL | 12.° | 80   |

| Color     | Resultado                                                               |
| --------- | ----------------------------------------------------------------------- |
| Oro       | Ganador                                                                 |
| Plata     | 2.ª plaza                                                               |
| Bronce    | 3.ª plaza                                                               |
| Verde     | Finalizó en los puntos                                                  |
| Azul      | Finalizó sin puntos                                                     |
| Azul      | NC - No clasificado                                                     |
| Violeta   | Ret - No terminó (Carrera)                                              |
| Rojo      | DNQ - No se clasificó                                                   |
| Negro     | DSQ - Descalificado                                                     |
| Blanco    | DNS - No empezó (carrera)                                               |
| Blanco    | WD - Retirado (fin de semana)                                           |
| Blanco    | C - Carrera cancelada                                                   |
| Sin color | DNP - Inscrito pero no participó                                        |
| Sin color | INJ - Lesionado                                                         |
| Sin color | EX - Excluido                                                           |
| Estado    | Resultado                                                               |
| Negrita   | Pole position                                                           |
| Cursiva   | Vuelta rápida                                                           |
| †         | Abandona, pero clasifica al completar el porcentaje requerido para ello |